# Fire Emblem Warriors
Fire Emblem Warriors, chamado no Japão de Fire Emblem Musō (ファイアーエムブレム無双) é um jogo eletrônico hack and slash desenvolvido pela Omega Force e Team Ninja e publicado pela Koei Tecmo e Nintendo para os consoles Nintendo Switch e New Nintendo 3DS. O jogo foi lançado no Japão em setembro de 2017 e mundialmente no mês seguinte. O jogo é uma colaboração entre a franquia Dynasty Warriors da Koei Tecmo e a série Fire Emblem da Nintendo e Intelligent Systems.

## Jogabilidade
O jogo pega o sistema de jogo hack and slash da série Dynasty Warriors da Koei Tecmo assim como o universo e os personagens da série Fire Emblem. O jogo tem lugar em um campo de batalha, no qual se opõem geralmente dois exércitos. O jogador controla um ou mais personagens dentro de um exército, com a possibilidade de passar de um para outro a qualquer momento. Cada personagem tem uma grande variedade de golpes fracos ou fortes, onde o poder, o alcance e o tempo de execução dependem da combinação de botões inseridos pelo jogador e o personagem utilizado.
O campo de batalha inclui fortes e postos avançados, que refletem a progressão do exército que os controla. Um exército pode tomar um forte ou um posto avançado para o inimigo se elimina o soldado que protege o dito forte ou posto avançado. Cada exército tem também uma base (o equivalente a um forte reforçado) que deve ser defendido a todo custo: a perda da base é muitas vezes sinônimo de derrota para o exército que a controlava.
O jogador precisa cumprir uma série de missões (derrotar os chefes inimigos, proteger um forte aliado, tomar os fortes inimigos, etc.) e depois derrotar o comandante inimigo para vencer a batalha. O fato de que ter que concluir essas missões enquanto segue a evolução da batalha (um inimigo ataca um forte aliado, um aliado está em mau estado, etc.) dá um lado estratégico ao jogo.
O sistema do triângulo de armas, presente em muitos jogos da série Fire Emblem, é implementado neste jogo da seguinte maneira. Se uma unidade tem a vantagem sobre o seu adversário, ele inflige mais dano e pode atordoá-los mais facilmente (isso dá a oportunidade para lançar um ataque muito potente). Por outro lado, se a unidade estiver em desvantagem, ela causa menos dano. De acordo com este sistema, as espadas são eficazes contra machados, que são eficazes contra as lanças, que são eficazes contra espadas. Os ataques mágicos são neutros.
O sistema de duplas, introduzido em Fire Emblem: Awakening e depois reprisado em Fire Emblem Fates, é integrado ao jogo da seguinte forma. Um jogador pode decidir formar uma dupla com um personagem aliado. Esse último é imune a ataques, mas também pode atacar os inimigos usando um comando ou proteger o jogador do ataque inimigo de maneira automática, desde que os indicadores correspondentes sejam suficientemente cumpridos. Os dois personagens em duo podem mudar de funções a qualquer momento a todo momento, assim dando um grande número de golpes sem interrupção.
Os personagens aumentam de nível durante os combates, como em muitos jogos Dynasty Warriors. No entanto, as estatísticas que aparecem regularmente nos jogos Fire Emblem (a saber: Pontos de Vida, Força, Magia, Técnica, Velocidade, Chance, Defesa e Resistência) também aparecem aqui.

## História

### Personagens
No total, vinte e três personagens jogáveis são disponíveis imediatamente ou após o progresso no jogo. Os personagens provêm em sua maioria de Fire Emblem: Shadow Dragon, Fire Emblem: Awakening e Fire Emblem Fates. Dois personagens jogáveis, Rowan e Lianna foram criados especificamente para este jogo. Cada personagem possui uma classe, um tipo de arma e capacidades próprias, oferecendo ao jogador uma infinidade de possibilidades sobre a estratégia que desejar adotar.
Além disso, oito personagens, alguns aliados e outros inimigos, também aparecem durante o jogo, mas sem a possibilidade de incorporá-los. Eles vêm dos mesmos jogos que os personagens jogáveis.
| Episódio             | Personagem | Classe              | Arma    | Jogável            | Episódio                       | Personagem | Classe           | Arma            | Jogável            |
| -------------------- | ---------- | ------------------- | ------- | ------------------ | ------------------------------ | ---------- | ---------------- | --------------- | ------------------ |
| Fire Emblem Warriors | Rowan      | Lorde               | Espada  | Predefinição:Coche | Fire Emblem: Awakening         | Chrom      | Lorde            | Espada          | Predefinição:Coche |
| Fire Emblem Warriors | Lianna     | Lorde               | Espada  | Predefinição:Coche | Fire Emblem: Awakening         | Lucina     | Lorde            | Espada          | Predefinição:Coche |
| Fire Emblem Warriors | Darios     | Lorde               | Espada  | Não                | Fire Emblem: Awakening         | Robin      | Estrategista     | Tomo            | Predefinição:Coche |
| Fire Emblem Warriors | Anna       | Baladina            | Arco    | Predefinição:Coche | Fire Emblem: Awakening         | Lissa      | Irmã             | Machado         | Predefinição:Coche |
| Fire Emblem Fates    | Corrin     | Sire / Dama de Nohr | Espada  | Predefinição:Coche | Fire Emblem: Awakening         | Frederick  | Grande Cavaleiro | Machado         | Predefinição:Coche |
| Fire Emblem Fates    | Azura      | Cantora             | Lança   | DLC                | Fire Emblem: Awakening         | Cordelia   | Amazona pégaso   | Lança           | Predefinição:Coche |
| Fire Emblem Fates    | Ryoma      | Espadachim          | Espada  | Predefinição:Coche | Fire Emblem: Awakening         | Owain      | Espadachim       | Espada          | DLC                |
| Fire Emblem Fates    | Hinoka     | Amazona celeste     | Lança   | Predefinição:Coche | Fire Emblem: Awakening         | Tharja     | Maga negra       | Tomo            | DLC                |
| Fire Emblem Fates    | Takumi     | Arqueiro            | Arco    | Predefinição:Coche | Fire Emblem: Awakening         | Olivia     | Dançarina        | Espada          | DLC                |
| Fire Emblem Fates    | Sakura     | Guardiã             | Arco    | Predefinição:Coche | Fire Emblem: Awakening         | Validar    | Feiticeiro       | Tomo            | Não                |
| Fire Emblem Fates    | Oboro      | Lanceira            | Lança   | DLC                | Fire Emblem: Shadow Dragon     | Marth      | Lorde            | Espada          | Predefinição:Coche |
| Fire Emblem Fates    | Xander     | Paladino            | Espada  | Predefinição:Coche | Fire Emblem: Shadow Dragon     | Caeda      | Amazona pégaso   | Lança           | Predefinição:Coche |
| Fire Emblem Fates    | Camilla    | Belicista           | Machado | Predefinição:Coche | Fire Emblem: Shadow Dragon     | Navarre    | Mercenário       | Espada          | DLC                |
| Fire Emblem Fates    | Leo        | Paladino negro      | Tomo    | Predefinição:Coche | Fire Emblem: Shadow Dragon     | Tiki       | Manakete         | Pedra do Dragão | Predefinição:Coche |
| Fire Emblem Fates    | Elise      | Trovador            | Tomo    | Predefinição:Coche | Fire Emblem: Shadow Dragon     | Minerva    | Amazona wyvern   | Machado         | DLC                |
| Fire Emblem Fates    | Niles      | Fora-da-lei         | Arco    | DLC                | Fire Emblem: Shadow Dragon     | Linde      | Maga             | Tomo            | DLC                |
| Fire Emblem Fates    | Iago       | Feiticeiro          | Tomo    | Não                | Fire Emblem: Shadow Dragon     | Gharnef    | Feiticeiro       | Tomo            | Não                |
| Fire Emblem Echoes   | Celica     | Sacerdotisa         | Espada  | Predefinição:Coche | Fire Emblem: The Blazing Blade | Lyn        | Lorde            | Espada          | Predefinição:Coche |

Embora Corrin e Robin apareçam nas versões masculina e feminina, apenas Corrin (mulher) e Robin (homem) estão envolvidos na história principal. Além disso, Lyn, Celica e Anna não estão envolvidos na história principal e são jogáveis apenas nos modos Livre e Crônicas. Quanto aos personagens adicionados ao jogo via conteúdo adicional, eles podem ser encarnados no modo História mas não interferem diretamente.

## Desenvolvimento
O jogo foi anunciado pela primeira vez durante a apresentação do console da Nintendo Switch em 13 de janeiro de 2017.
A apresentação Fire Emblem Direct, transmitida em 18 de janeiro de 2017, confirma que o jogo é também desenvolvido para o New Nintendo 3DS, além da versão de Nintendo Switch anunciada 5 dias anteriores. Esta apresentação também confirma que Chrom, o personagem principal de Fire Emblem: Awakening, é um personagem jogável.
Durante a apresentação Nintendo Spotlight at E3, em 13 de junho de 2017 por ocasião da E3 2017, um novo trailer é lançado. Ele dá as primeiras pistas sobre o cenário do jogo e adiciona 6 caracteres para a lista de personagens confirmados : Marth (personagem principal de Fire Emblem: Shadow Dragon), Corrin, Ryoma, Xander (três personagens importantes de Fire Emblem Fates), bem como dois personagens inéditos, criados especificamente para este jogo: Rowan e Lianna.
Um novo vídeo publicado pela Nintendo em 5 de julho de 2017, por ocasião da Japan Expo 2017. Ela é dedicada aos personagens de Fire Emblem: Awakening presentes neste jogo, confirmando a passagem de 4 personagens adicionais: Robin, Lissa, Frederick e Lucina.
Dois vídeos, lançado em julho de 2017, pela Tecmo Koei, mostram conversas entre diferentes personagens no jogo. Isto indica a presença de conversa de apoio no jogo, como foi o caso de alguns jogos principais da série.